# Игитян, Ованес Гензикович
Ованес Гензелович Игитян (арм. Հովհաննես Իգիթյան).
- 1977—1982 — Ереванский политехнический институт. Инженер по радиоэлектронике.
- 1981—1990 — работал в ЕрПИ сотрудником научно-исследовательского отдела, старшим научным сотрудником, руководитель научно-исследовательской лаборатории.
- 1990—1995 — депутат верховного совета Республики Армения.
- 1995—1999 — депутат парламента Армении. Председатель постоянной комиссии по внешним сношениям.
- С декабря 2018 г. - депутат парламента Армении, заместитель председателя постоянной комиссии по внешним сношениям.